# Kashyyyk

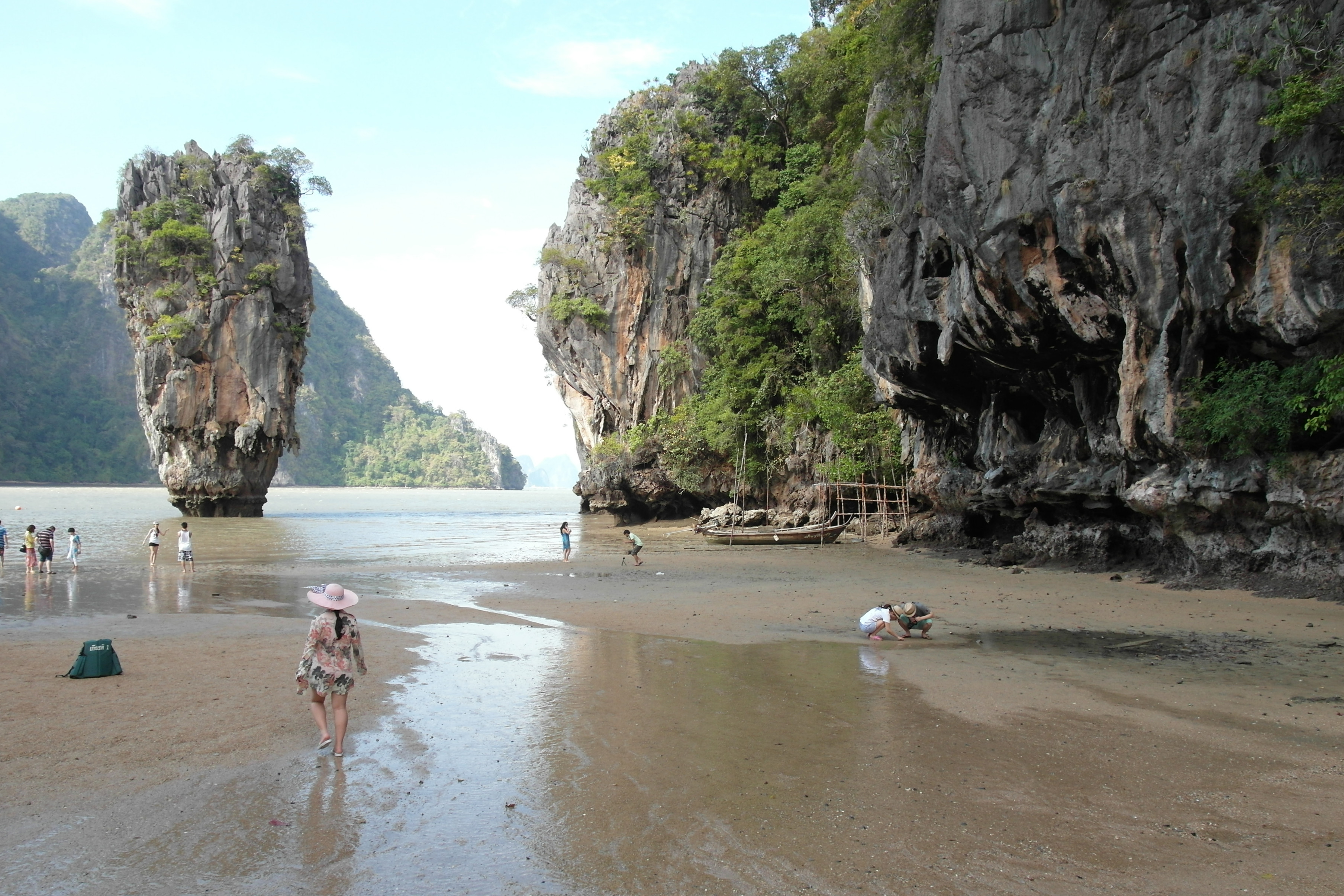
Zdjęcia z bitwy o Kashyyyk kręcono w Zatoce Phang Nga

Kashyyyk – fikcyjna planeta w uniwersum Gwiezdnych wojen, będąca ojczyzną Wookieech – inteligentnej, humanoidalnej rasy żyjącej we wioskach i na drzewach. Ogromna część Kashyyyku to lasy gigantycznych drzew o wielopiętrowych ekosystemach, ale znajdują się tam też równiny, morza i wyspy.
Planeta ta po raz pierwszy pojawiła się w filmie telewizyjnym Star Wars Holiday Special (1978), a w późniejszym czasie wystąpiła też między innymi w książkowej Trylogii Thrawna (1991-1993) Timothy’ego Zahna, w filmie Zemsta Sithów (2005), w drugim sezonie serialu Parszywa zgraja (2023) oraz w grach komputerowych takich jak m.in. Star Wars: Knights of the Old Republic (2003), Lego Star Wars (2005), Star Wars: The Force Unleashed (2008) czy Star Wars Jedi: Upadły zakon (2019).
W roku 19 BBY, pod koniec Wojen klonów na Kashyyyk miała miejsce bitwa pomiędzy Konfederacją Systemów Niezależnych a Republiką wraz z ludem Wookieech, zamieszkującym tę planetę. Bitwa o Kashyyyk została ukazana w filmie Zemsta Sithów.

## Odbiór i analizy
Portal „Den of Geek” umieścił Kashyyyk na 5. miejscu zestawienia Top 10 planet z uniwersum Gwiezdnych wojen, z kolei magazyn Arts et Médias sklasyfikował bitwę o Kashyyyk na 7. miejscu najbardziej pamiętnych bitew sagi, chwaląc w szczególności wodne, powietrzne i lądowe aspekty tej walki.
Francuski filozof Gilles Vervisch porównał planetę oraz jej lasy i drewniane chaty do osad w dżungli w Wietnamie, przy czym wskazał, że tocząca się na Kashyyyk bitwa przedstawiona na filmie wykazuje zauważalne podobieństwa do wojny wietnamskiej. Uznał on, że zarówno w rzeczywistym starciu, jak i fikcyjnym, rdzenni mieszkańcy – którzy na pierwszy rzut oka wydają się bardziej prymitywni, mniej rozwinięci i mieszkający w leśnych chatach – w końcu odpierają inwazję wielkiego mocarstwa. 
Natomiast astrofizyk Roland Lehoucq zainteresował się prawdopodobieństwem istnienia planety, na której mogłyby rosnąć gigantyczne drzewa, takie jak na Kashyyyku. Pod uwagę brany był szereg czynników, w tym pionowość pnia i stawianie oporu drzew przed wiatrem. Lehoucq doszedł do wniosku, że aby drzewa na planecie były tak wysokie, w jej atmosferze muszą być bardzo słabe wiatry albo musi nie być ich  wcale.